# Margaride
Margaride ou Santa Eulália est une freguesia (« paroisse civile ») du Portugal, rattachée au concelho (« municipalité ») de Felgueiras et située dans le district de Porto et la région Nord.

## Organes de la paroisse
- L'assemblée de paroisse est présidée par Arlindo Ribeiro Pinto (groupe "PPD/PSD").
- Le conseil de paroisse est présidé par José Luís Marinho Martins (groupe "PPD/PSD").